# Lyès Bouyacoub
Lyès Bouyacoub (arabe : إلياس بويعقوب), né le 3 avril 1983, est un judoka algérien.

## Carrière
Lyès Bouyacoub est médaillé de bronze des moins de 90 kg aux Jeux mondiaux militaires d'été de 2007, aux Championnats d'Afrique de judo 2009 et aux Jeux méditerranéens de 2009. Médaillé de bronze toutes catégories aux Championnats d'Afrique de judo 2010, il obtient en 2011 la médaille de bronze par équipes aux Jeux mondiaux militaires et la médaille d'argent dans la catégorie des moins de 90 kg aux Jeux africains.
Médaillé d'argent des moins de 90 kg aux Championnats d'Afrique de judo 2012 et 2013, il est sacré champion d'Afrique des moins de 100 kg en 2014 et en 2015 puis remporte la médaille d'or des moins de 100 kg aux Jeux africains de 2015.
Il remporte la médaille d'argent des moins de 100 kg aux Championnats d'Afrique de judo 2016, puis est éliminé au troisième tour des moins de 100 kg des Jeux olympiques d'été de 2016 par l'Azerbaïdjanais Elmar Qasımov.
Il obtient en 2017 la médaille d'or des Championnats d'Afrique et la médaille de bronze aux Jeux de la solidarité islamique dans la catégorie des moins de 100 kg.
Dans cette même catégorie, il est médaillé d'argent des Championnats d'Afrique 2018, médaillé de bronze des Jeux méditerranéens de 2018 et champion d'Afrique 2019.